# Rothneyia tibetensis
Rothneyia tibetensis är en stekelart som beskrevs av He, Chen och Ma 2001. Rothneyia tibetensis ingår i släktet Rothneyia och familjen brokparasitsteklar. Inga underarter finns listade i Catalogue of Life.